# Проєкт геному людини

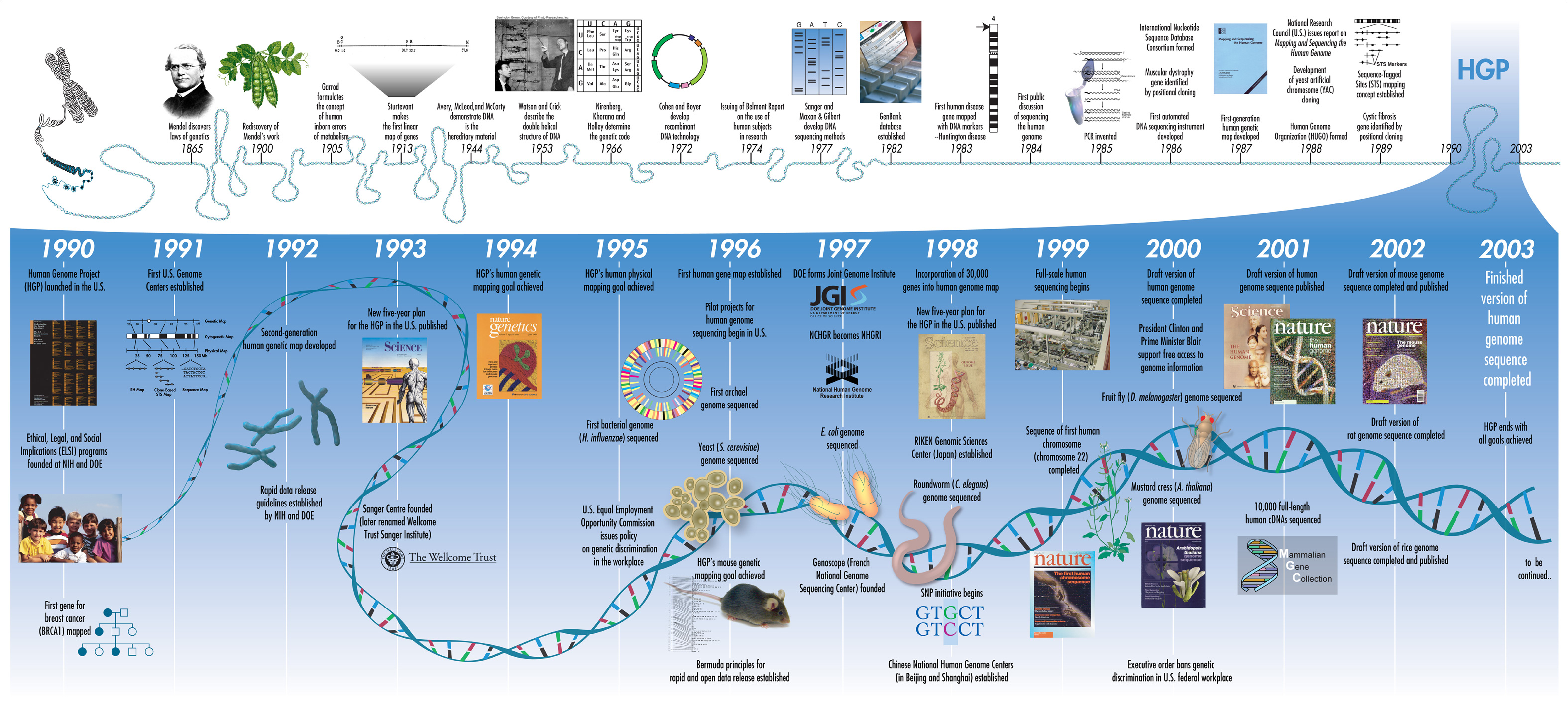
Хронологія проєкту геному людини

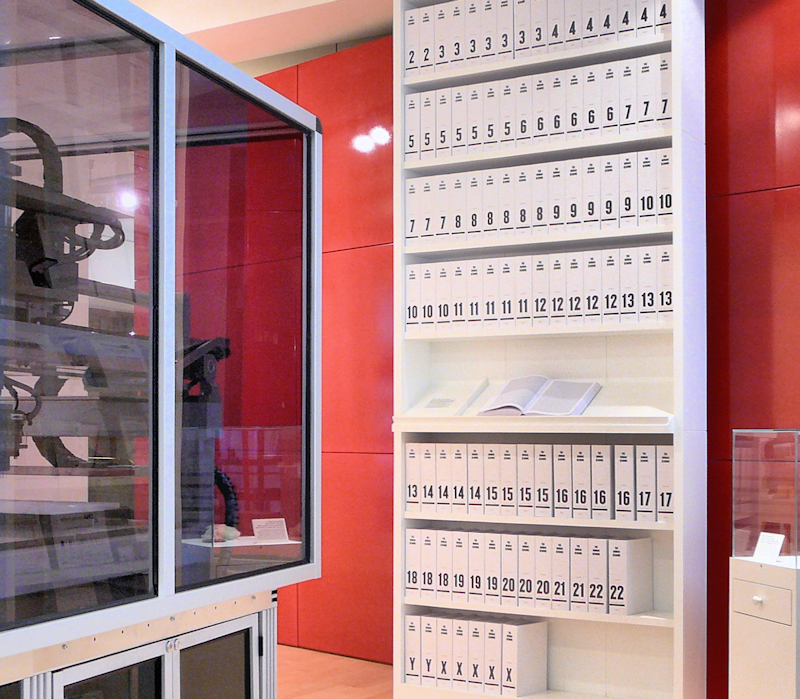
Перша роздруківка людського геному, у вигляді серії книг на полиці музею Wellcome Collection

Проє́кт гено́му люди́ни (англ. Human Genome Project, HGP) — міжнародний проєкт наукових досліджень геному людини, мета якого полягає у визначенні послідовностей ДНК, локалізації генів та їхніх функцій.

## Загальна характеристика проєкту
Його мета — зрозуміти генетичний склад людини, визначивши нуклеотидну послідовність, що складає геном людини, та ідентифікувати фізіологічну роль 20 — 25 тисяч генів, що її складають. Проєкт також досліджує послідовність геномів кількох інших модельних організмів, таких як Escherichia coli, плодової мухи, хатньої миші та інших, що можуть пролити світло на функціонування людських генів. Цей проєкт був одним з найбільших дослідницьких проєктів сучасної науки. Встановлення повної генетичної карти людських генів — важливий крок в розвитку медицини та інших аспектів охорони здоров'я.
«Геном» будь-якого індивідуума (за винятком однояйцевих близнюків і клонованих організмів) унікальний в деяких ділянках. Дослідження «людського геному», таким чином, залучає дослідження багатьох варіацій кожного гену. Поки що проєкт не досліджує варіації генетичного складу клітин різних тканин організму, на додаток, деякі ділянки гетерохроматину (близько 8% загальної довжини геному) ще залишаються несеквенсованими, як через складнощі секвенсування, так і через невелику кількість активних генів в цих ділянках.

## Історія
Проєкт почався в 1990 році, спочатку очолений нобелівським лауреатом Джеймсом Ватсоном. Перший робочий проєкт геному був опублікований в 2000 році і завершений в 2003 році, подальший аналіз генів та секвенування окремих ділянок ДНК все ще продовжується. Більшість робіт з секвенування ДНК та аналізу отриманих даних проводиться в університетах і дослідницьких центрах США і, меншою мірою, Великої Британії.
Паралельний проєкт, розпочатий приватною компанією Селера Джіномікс (англ. Celera Genomics), почався дещо пізніше та проводиться паралельно міжнародному академічному проєкту.